# New Romney
New Romney ist eine kleine Stadt im englischen Distrikt Folkestone and Hythe der Grafschaft Kent in South East England am Rand der Romney Marsh. New Romney besaß einst einen Seehafen und war eine der Gründungsstädte der Cinque Ports. Die Bedeutung der Stadt schwand im Laufe des 14. und 15. Jahrhunderts, da der Hafen verlandete. Heute liegt die Stadt etwa zwei Kilometer von der Meeresküste entfernt.
Die Stadt stellte bis ins 19. Jahrhundert einen Parlamentsabgeordneten, sie galt als „Rotten borough“. Der Parlamentssitz wurde im Reform Act von 1832 abgeschafft.
Durch New Romney verkehrt die Romney, Hythe and Dymchurch Railway, die sie mit der Nachbarstadt Hythe und der Landspitze bei Dungeness verbindet.

## Söhne und Töchter der Stadt
- Vincent Kinchin (1967–2010), Bahnsportler